# كارولين بيرك
كارولين بيرك (بالإنجليزية: Carolyn Burke)‏ هي كاتِبة أمريكية، ولدت في 1940.